# Batrachorhina tanganjicae
Batrachorhina tanganjicae là một loài bọ cánh cứng trong họ Cerambycidae.